# ナツムシ
ナツムシは、2006年8月31日の深夜（つまり日付上は、9月1日の未明にあたる）0:45～1:45（JST）に関西テレビで放送されたテレビドラマのタイトルである。

## 出演者
- 神野蛍子：眞鍋かをり
- 神野日向：岩佐真悠子
- 田中辰雄：中山弟吾朗
- 小山光代：浅木一華
- 佐田来未：藤真奈

## 主題歌
- 戸田康平「優しいだけの男」

## スタッフ
- 脚本：大久保智巳
- プロデューサー：重松圭一・豊福陽子（関西テレビ）、 松本朋丈・岩本勤（コクーン）
- 監督：上野コオイチ（コクーン）